# Duit

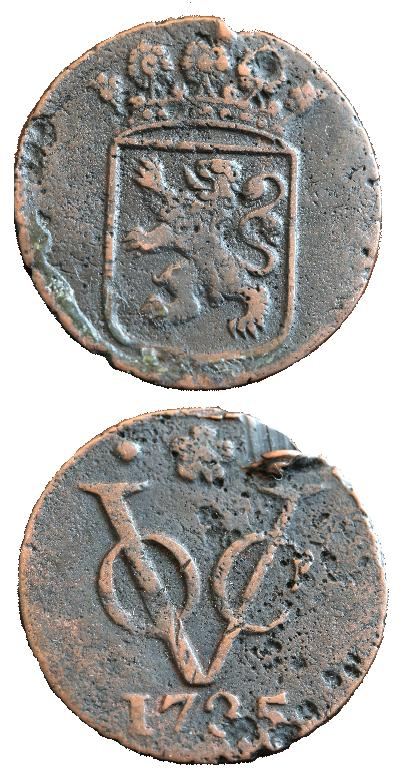
En duit utgiven av Holländska Ostindiska Kompaniet, 1735.

Duit, tyska deut (av fornnordiska þveit, ett litet mynt), var ett nederländskt skiljemynt i koppar som användes från 1600-talet till 1816. 1 duit = 2 pennigen = 1/8 stuiver = 1/160 gulden.